# جری کوین (بازیکن فوتبال)
جری کوین (انگلیسی: Gerry Coyne؛ زادهٔ ۹ اوت ۱۹۴۸) بازیکن فوتبال اهل بریتانیا است.
از باشگاه‌هایی که در آن بازی کرده‌است می‌توان به باشگاه فوتبال ساوت شیلدز، باشگاه فوتبال یورک سیتی، و باشگاه فوتبال گیتزهد اشاره کرد.